# ムルタバ
ムルタバ（Murtabak）、マルタバ（Martabak）またはムタッバク（Mutabbaq）は、サウジアラビア（特にヒジャーズ地方）、イエメン、インドネシア、マレーシア、タイ、シンガポール、ブルネイで主に見られるパンケーキあるいは揚げパンである。マルタバック、ムルタバックの表記も見られる。
日本語のマスメディアやブログ等では「お好み焼き」と紹介されることがある。地域によって名前や食材は大きく変わる。アラビア語名「ムタッバク」（مُطبَّق）は、「折り畳まれた（もの）」という意味である。
マレーシアでは、ムルタバ（Murtabak）はママッストール（屋台）で販売され、通常ニンニク、卵、タマネギを混ぜた羊肉のミンチが入っており、カレーソースをかけて食べる。イエメンのムルタバも通常は羊肉が入っている。インドネシア、特に首都ジャカルタでは、マルタバ（martabak）と呼ばれ、甘いものと塩味のものの2種類ある。

## 歴史
ムルタバはデリー・スルターン朝（1206年 - 1526年）時代のインドが発祥である。貿易商を通して、ムルタバはデリー・スルターン朝時代に東南アジアへ伝わり、これらの国々で人気であり続けた。

## インドネシアのマルタバ
マルタバはインドネシアの人気料理である。インドネシアのマルタバは2種類あり、甘いものと塩辛いものがある。両者の作り方に類似点は全くない。味・外形・調理法が完全に異なるにもかかわらず、2種類のマルタバは通常、互いに隣で見られる。例えば、甘いマルタバを売る店で塩辛いマルタバも売っているという具合である。

### マルタバ・マニス

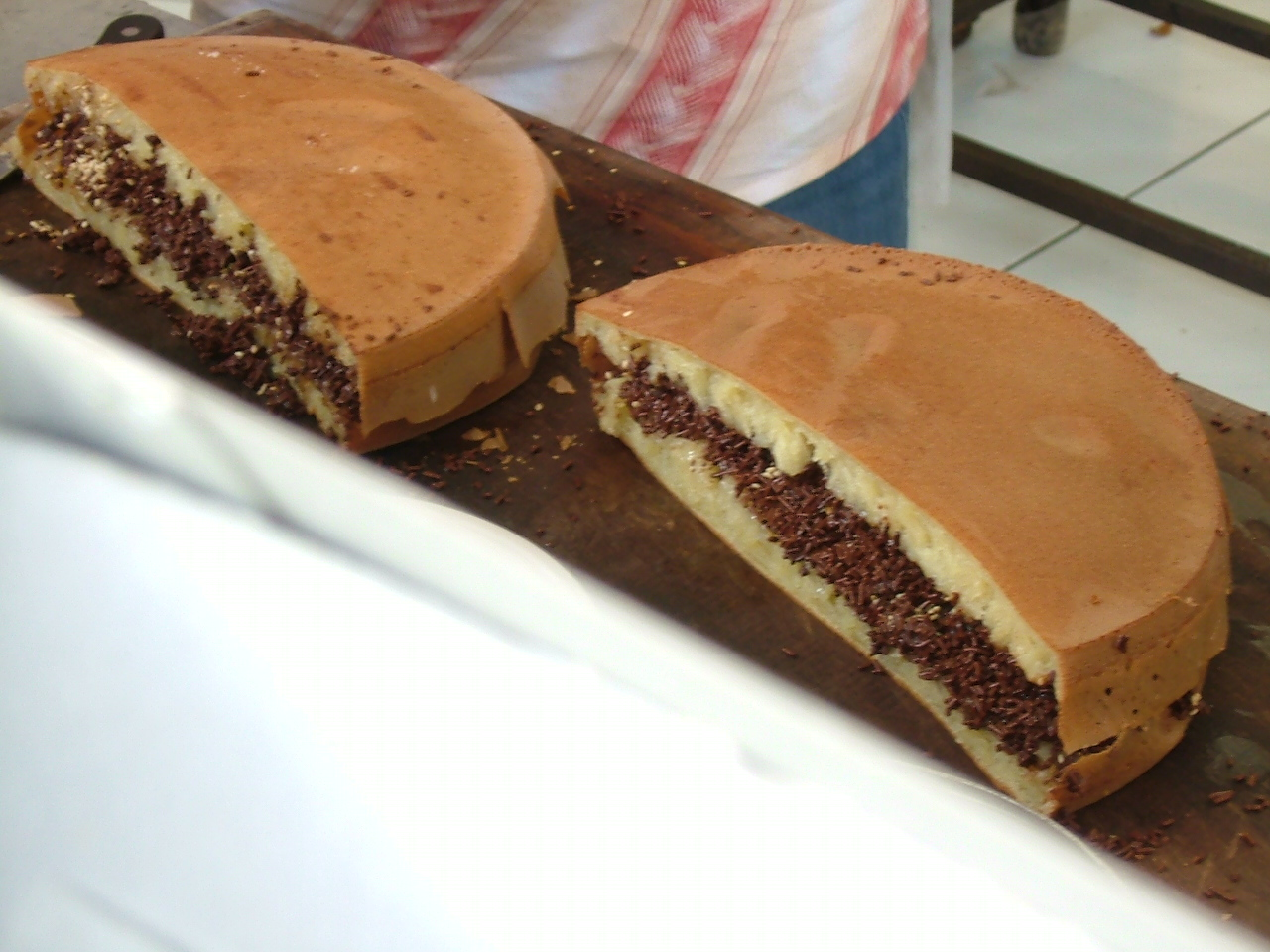
チョコレート入りのマルタバ・マニス（甘いマルタバ）

マルタバ・マニス（Martabak manis）、すなわち甘いマルタバは香り高くパンケーキのようなインドネシアで人気の甘い料理である。時に「マルタバ・バンカ」（martabak bangka）とも呼ばれるが、バンカとはスマトラ島沖にある島の名前である。ジャカルタと西ジャワ州では、この甘く、厚みのあるパンケーキはテラン・ブラン（terang bulan）ないしはクエ・ピナン・バンカ（kue pinang bangka）と呼ばれている。マレーシアではアパムバリクとして知られる。
マルタバ・マニスは普通、夕方に露天商によって直径25cm、厚さ3cmの特殊な形のフライパンで作られる。調理後、たっぷりとバターやマーガリンを塗り、客の好みに応じてトッピングをする。
2つの代表的な味に、チョコレートとチーズがある。一般的なチョコレート味のマルタバのトッピングはチョコレート・マウシェス（muisjes ）、粒状のチョコレート、落花生、加糖練乳、ゴマがある。チーズ味のマルタバは、おろしたチーズや加糖練乳をトッピングする。トッピングされた後、半分に切って一方をひっくり返してもう一方の上にのせる。更にその上に多量のバターやマーガリンを塗る。
チョコレート味のマルタバを半分に切ったものとチーズ味のマルタバを半分に切ったもの、またはチョコレートとチーズが一緒に入ったマルタバを特にマルタバ・スペシャル（martabak spesial）と言う。近年、トッピングにバナナを使うのが人気となっている。

### マルタバ・トゥロー

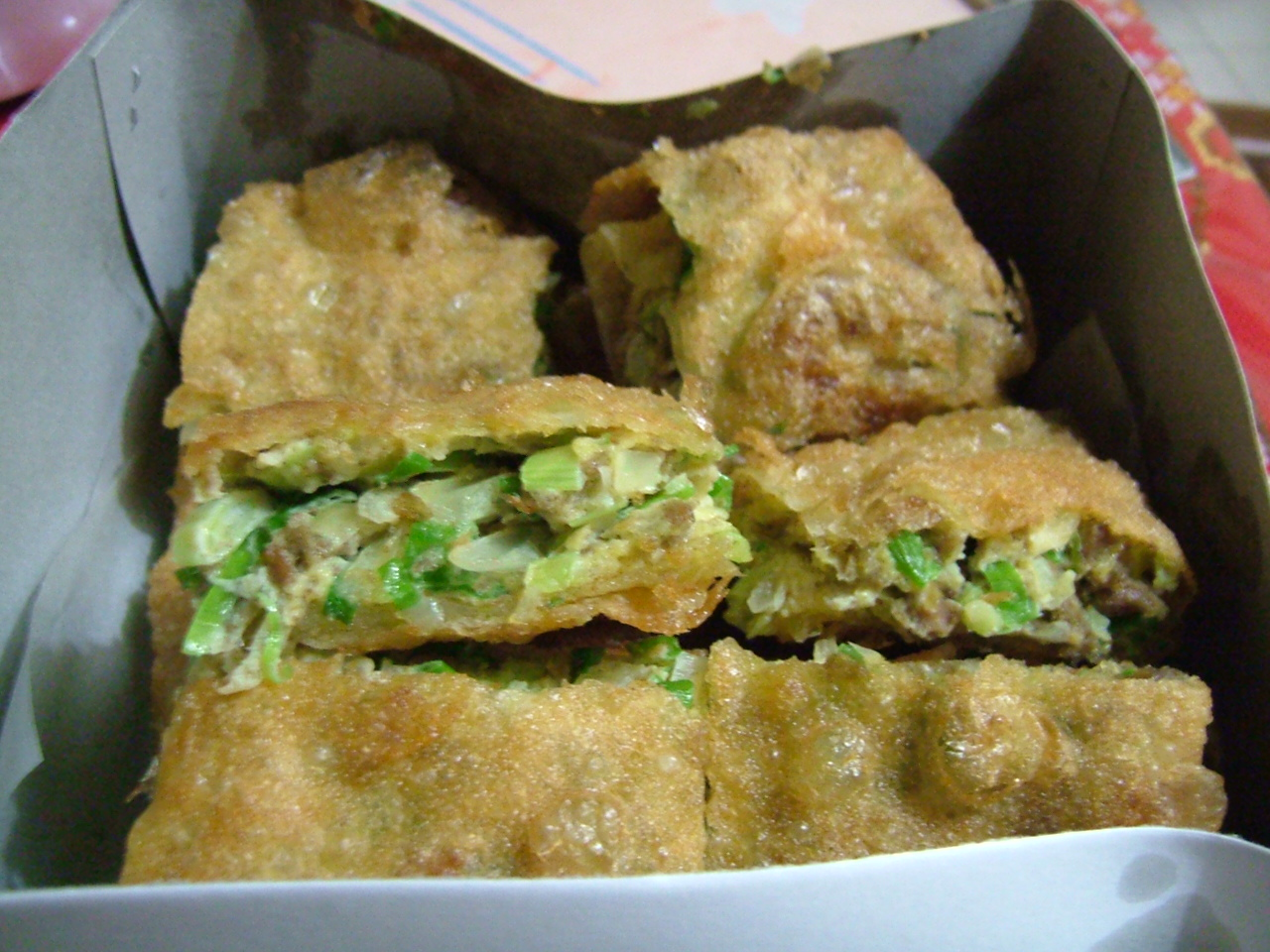
マルタバ・トゥロー（エッグマルタバ）

マルタバ・トゥロー（Martabak telur）またはエッグマルタバ、マルタバ・アスィン（martabak asin）は、卵が入ったクレープのようなマルタバである。
アヒルの卵（大きなものなら鶏卵6個に相当）、タマネギ、ネギ、味付けした挽肉、調味料を使う。マルタバの生地には、フィロ（phyllo）のようにとても薄い、ねじったペイストリーを使う。ペイストリーは重い中華鍋で平らにして、習慣的に軽く揚げる。生地のペイストリーを中華鍋で平らにしてから、卵に混ぜた具をその中に入れる。ペイストリーを揚げ、その間に速やかに半分に折り、長方形を作る。この調理法には熟練の技術が求められる。揚げた後、小さく四角形に切って客に提供する。
しばしば角切りにしたキュウリの漬物や酢と棕櫚糖（しゅろとう、パームシュガー）から作られる焦げ茶色のソースを添えて食べる。